# HOゲージ
HOゲージ（エイチオーゲージ、エッチオーゲージ）は、鉄道模型における規格区分のひとつ。軌間16.5mmの軌道を軸に、輪軸、車両限界の規定からなる。

## 概要

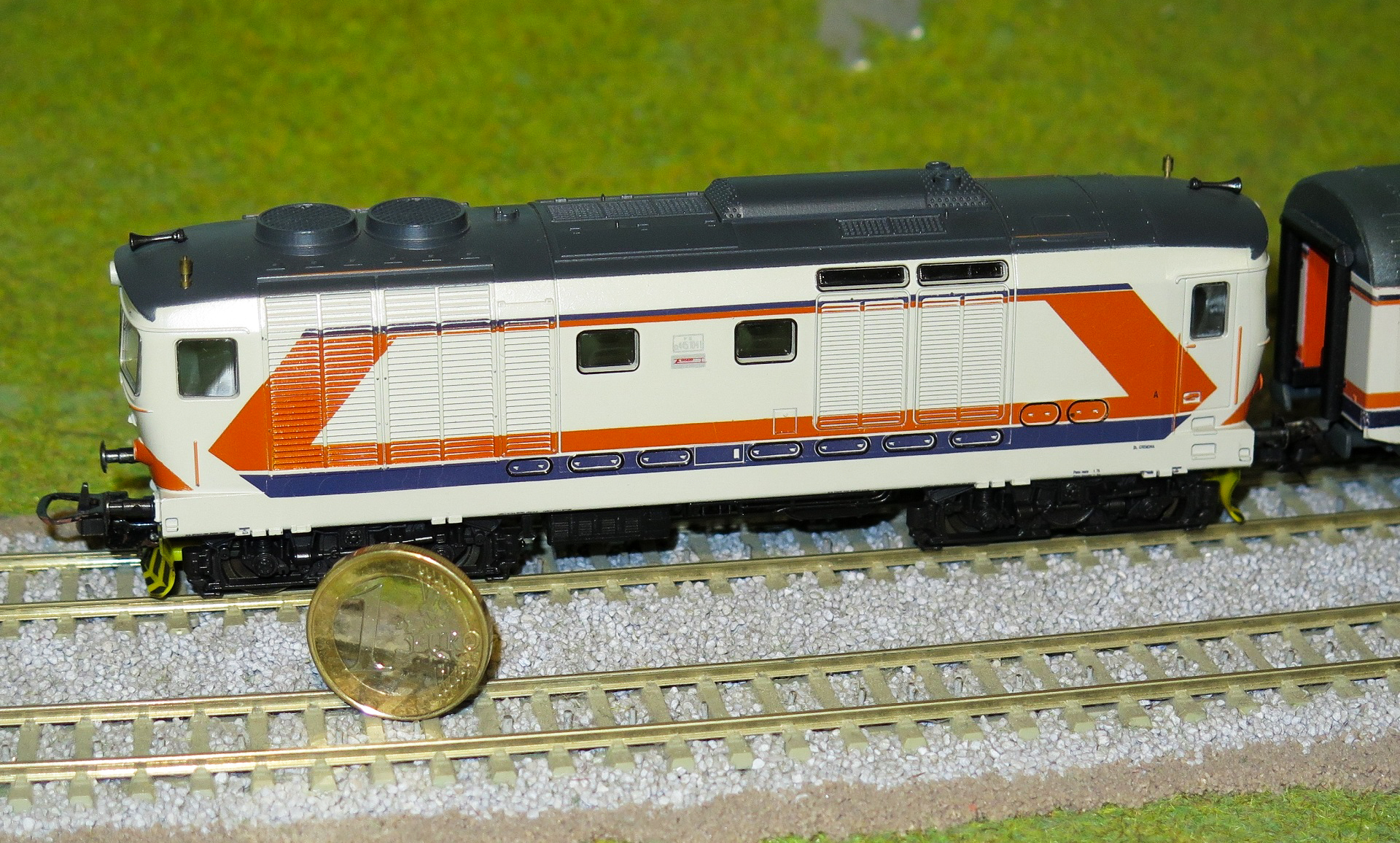
HOゲージ車両のサイズ比較

スタンダードゲージとして軌間16.5mmを用いる鉄道模型の規格区分である。日本やアメリカではHO（エイチオー） 、ヨーロッパではH0（エイチゼロ）と呼ばれることが多い。HOとはハーフOゲージの略である。
実際の規格としては、アメリカでは全米鉄道模型協会によるNMRA規格、ヨーロッパではMOROPによるNEM規格が主流である。日本においては主流となる規格を策定している団体はない。
| 規格       | 軌間    | 最小寸法 | 最大寸法 |
| ---------- | ------- | -------- | -------- |
| NMRA S.3-2 | 16.5 mm | 16.5 mm  | 17.07mm  |
| NEM 110    | 16.5 mm | 16.5 mm  | 16.8 mm  |

後述のように、もともとHO規格は3.5 mmスケール（1フィートを3.5mmに縮尺する）から出発した。これを分数に直すと約1/87であり、軌間16.5 mmというのはここから求められている。
しかしながら、現代で主流である規格では各寸法は縮尺ではなく直接に数値で設定されている。これは即ち、規格に定められた寸法範囲に収まっていれば多少縮尺が1/87から外れていてもHO規格に準拠していると見做せるということである。車両がHO規格に準拠しているということはHO規格に準拠して作られた軌道を問題なく走れるという意味であって1/87で作られているという意味ではない。なぜならば規格は縮尺ではなく寸法で定められているからである。
歴史的に見れば1/76や1/80、1/90といった1/87ではないものの16.5 mmをスタンダードゲージとする模型車両は全てHOとされた時期があり、その後1/76はOO、1/87はHOとして分離されてきた。しかしながら、現代においてはPECOを始めとして1/76の製品であっても「HO/OO」と両方を併記するなど、16.5 mmをスタンダードゲージとする模型は全てHOとして扱う方向に再びシフトしつつある。

### 狭軌と広軌
実物における、世界的な標準の軌間は標準軌と呼ばれる1,435 mmであり、模型におけるスタンダードゲージも標準軌を基準に定められた。しかし標準軌よりも狭い狭軌や、逆に広い広軌で建設された鉄道もあり、これらを模型化する際は縮尺を揃えて実物よりも相対的な軌間が広い、あるいは狭いことを容認したり、相対的に軌間が正しい広さに近づくように縮尺を変えたりしてきた。しかしこれらの手法ではプロポーションが実物と異なってしまったり、それぞれの模型で人形や建物が流用できない問題を抱えていた。
そこで、より「正しい」軌間で模型化する、あるいは既製品で「正しい」軌間に近い他スケールの軌間を流用して模型化するといった手法が生まれた。アメリカでは前者が主流で、NMRA規格には軌間10.5 mmで実物の3フィートゲージ（914 mm）を模型化するHOn3、軌間7 mmで実物の2フィートゲージ（610 mm）を模型化するHOn2がある。ヨーロッパでは後者が主流で、NEM規格にはある範囲で実物の軌間を区分けして、それぞれTT、N、Zのスタンダードゲージの線路を使うHOm、HOe、HOiがある。
日本においては、（国鉄→JRは世界的に見れば狭軌であるため）HOの国鉄型車両を軌間13 mmに改軌する愛好家が1950年代からおり、これは縮尺1/80・軌間13 mmの13 mmゲージとして現在も一部メーカーから発売されている。また「HOゲージは1/87が正であり1/80はHOではない」と主張する一派が1980年代に縮尺1/87・軌間12 mmの12 mmゲージを興し、少数ではあるものの製品化されている。またその一環で、狭軌車両と同じように1/80で製作されてきた標準軌の車両も縮尺1/87・軌間16.5 mmでの製品化が見られるようになった。

## 歴史
1921年、それまで主流であった縮尺1/43.5（7mmスケール）・軌間1-1/4インチのOゲージの半分の大きさの製品として、縮尺1/87（3.5 mmスケール）・軌間5/8インチの鉄道模型がイギリスのバセット・ロークから発売された（製造はドイツのビング）。当初、縮尺1/87は、「O」よりも小さなスケールということで、「OO」と命名され、OOゲージ鉄道模型と呼ばれた。
1922年にはビング独自に縮尺1/87の「ビング卓上鉄道」を発売した。1930年代にはビング卓上鉄道を引き継いだトリックスや、メルクリンなどが参入したが、当時の加工技術では小さすぎて満足に模型化することが困難であったため、製品の軌間や縮尺はメーカーによってバラつきがあった。
なお、軌間はOOゲージ登場当初はで5/8インチ（15.9 mm）であったが、後に16.5 mmとなった。
その後、実物の鉄道において小振りな車体が主流であったイギリスを中心に技術的な都合から縮尺を1/76（4mmスケール）とした製品が展開されるようになったが、そのほかの国では縮尺1/87が主流となる。
1934年にトリックスから発売された「トリックス・エクスプレス」がアメリカで展開される際に、それまでの「OO」に代わって「HO」と意図的に別称とされた。アメリカでは「OO」は縮尺1/76・軌間19 mmの鉄道模型として展開されていたため、縮尺1/87・軌間16.5 mmの鉄道模型は別のものとされた。その後、このHO表記を採用するメーカーも現れたため、HOスケール・HOゲージという名称がアメリカを中心に広がった。1937年にはバセット・ロークによりOOゲージへの呼称統一が呼びかけられたが、最終的に縮尺1/87をHOゲージ、縮尺1/76をOOゲージとして呼び分けることが定着した。
日本では、戦後に軌間16.5 mmのまま縮尺を1/80とした日本型車両の模型が多く作られ、これが現代までのデファクトスタンダードとなった。軌間16.5 mmの模型車両を一括に扱う16番ゲージが提唱されたのもこの頃である。以後、標準軌を採用している私鉄車両も1/80で模型化されてきたが、新幹線が開業するにあたっては新幹線車両のみ1/87で製品化されることになる。また、より軌間を実物に近づけた13 mmゲージ、あくまで1/87で製作することに拘った12 mmゲージとそれに追従する1/87標準軌私鉄車両模型の登場は前述の通りである。
HOゲージが普及した頃から、同じ縮尺で線路や車輪を自作しいわゆる軽便鉄道、ナローゲージの模型を製作する愛好者が存在した。Nゲージ、Zゲージの普及に伴い、これらの部品を用いてHOのナローゲージの模型を製作する手法が広まり「HOナロー」として定着する。初期の製品を除いて長らくHOナローは少量生産かつ1/87が主流であったが、近年量産メーカーが1/80の製品を発売し、少量生産のガレージキット等も増えつつある。

## 駆動・制御方式
当初はぜんまい駆動や手押しであり、電気モーターを使うようになってからは交流直巻モーターを用い三線式の線路を使った。後に直流モーターが開発されると直流三線式が登場し、現在は直流二線式が主流となっている。交流三線式はメルクリンが専業として残っているのみである。三線式では電源を片側のレールと中央レール（または架線）、または反対側のレールと中央レール（または架線）のように分けることで多重制御が可能であった。デジタルコマンドコントロールの登場で二線式でも多重制御が容易にできるようになった。

## 製品
日本以外においては、車両から線路、電源装置、ストラクチャー、アクセサリー、シーナリー用品まで一手に生産する大手メーカーがある一方、車両やストラクチャー等、単一分野のみ生産する中小メーカーや個人が生産するガレージキットメーカーなど数多くのメーカーが存在する。大手メーカーからは初心者や入門者向けとして、車両、線路、電源装置等をまとめて入れたスタートセット（入門セット）が発売されており、初心者でも簡単にHOゲージを始められるようになっている。
これら海外メーカーの製品は、百貨店、量販店、模型店、玩具店、鉄道模型専門店や通信販売で日本でも購入することができる。
日本形車輛については新幹線車輛は16番ゲージの扱いのある百貨店、量販店、模型店、玩具店、鉄道模型専門店や通信販売で購入できるが、それ以外の製品は、鉄道模型専門店中心の販売となっている。線路・ストラクチャー・アクセサリーについては16番ゲージ用（縮尺1/80が多い）やOOゲージ用（縮尺1/76）も使用できる。
車両
HOゲージの完成品は、射出成形によるプラスチック製、プレスやエッチングが施された真鍮製が主流である。特に重量が必要な機関車においてはダイキャスト成形による亜鉛合金製のものも製造されている。
また、プラモデル同様に自分で接着剤を使って組み立て、塗装するプラスチック製キットや真鍮製キット、ペーパー製キット、ホワイトメタル製キットなども発売されている。
動力は基本的にはモーターで、主に金属製の線路から電力を取得して動く。また架線から電力を取得するもの（架線集電システム）も存在し、専門メーカーも存在する。
線路
構造上では「道床付き線路」と、「道床無し線路」に分けられる。両者の違いは、「道床なし線路」がレール（軌条）とはしご状に作られた枕木部分だけで構成されているのに対し、「道床付き線路」は枕木の下の砂利部分も土台のような形で一体となっている点である。
使用上では、曲線半径と円弧の角度、および直線の長さがあらかじめ決まっている「組み立て式線路」と、水平方向へ自在に曲げることのできる「フレキシブル線路」に分けられる。日本においては「道床付き」の「組み立て式線路」が主流である。
発売メーカー：道床付き線路は、日本では関水金属が、日本以外ではアメリカのバックマン、ドイツのフライシュマン、メルクリンなどが製造している。一方の道床なし線路は日本では篠原模型店が、日本以外ではイギリスのピィコ、アメリカのアトラス、ドイツのメルクリンなどが製造している。このほか、アメリカのマイクロエンジニアリング社からはレールと枕木が別々になった線路そのもののキットも発売されている。
電源装置
パワーパック、パワーユニット、トランスとも呼ばれる制御機器で、入門向けの低価格品から大容量の高級機種にいたるまで豊富な種類が発売されている。
近年、DCC用の機器も多く製品化されるようになってきている。
ストラクチャー
ジオラマ上に置く建築物を指す。射出成形によるプラスチック製完成品ではバックマン、アトラスなどが、プラモデル状のキットはファーラー、キブリ、フォルマー、ウォルサーズなどが製造している。また、金属製キットやペーパー製キット（通称カードキット）、木製キット（通称割箸キット）、射出成形によらないウレタン樹脂成形のキットなどさまざまな素材で、さまざまな種類の建物が製品化されている。

アクセサリー
自動車、人形など鉄道車両・ストラクチャー以外の模型製品全般を指し、主にレイアウト・ジオラマの製作に使われる。自動車はバス、トラックから自転車まで、人形は鉄道員、一般の通行人から牛、犬など動物まで製品化されているほか、電柱、看板、ドラム缶、ポリバケツなど様々なものが模型化されている。
シーナリー用品
レイアウト・ジオラマ製作に使用する部材のことで、地形や植生などのシーンを表現するために用いられる。木や草、芝生、ライケン、コルクブロックなどがウッドランドシーニックス、ノッホなどから発売されている。

## ショーティー
メルクリンなど欧州のHOゲージの多くは最小通過曲線半径を360mmとして設計されており、省スペースで走行させる事ができる。また、車両の長さを短縮（ショーティー）化させたショートスケール車両がHOゲージ登場時から発売されている。短縮化することで、外輪差・内輪差を抑えることができ、編成も長くすることができるため、かつてはアメリカや欧州では一般的であった。現在では縮尺どおりのフルスケール車両が主流となっている。近年発売されはじめた細密成型のフルスケール車両では、最小半径（360mm）を通過できない場合もある。日本においてはフリーランス車両、バンダイやリマから発売されたO系新幹線以外はほぼ縮尺どおりとなっている。

## 主なHOゲージメーカー・ブランド
日本国内は五十音順。詳しくは日本の鉄道模型メーカーの一覧を参照。
日本国外はアルファベット順。詳しくは日本国外の鉄道模型メーカーの一覧を参照。
日本
- エンドウ（主に日本の車両を製造）
- カツミ（KTM、日本車両を製造）
- 関水金属（KATO、主にアメリカの車両を製造)[要出典]
- 天賞堂 （主にアメリカの車両を製造)[要出典]
- トミーテック（TOMIX）

オーストリア
- ロコ（Roco）

ドイツ
- フライシュマン（Fleischmann）
- メルクリン（Maerklin、三線式HOゲージを製造）
- ピコ（PIKO）
- トリックス（TRIX、二線式および三線式HOゲージを製造）

フランス
- ジョエフ（Jouef、二線式および三線式HOゲージを製造）

イタリア
- アクメ（ACME）
- リマ（LIMA）
- リバロッシ（Rivarossi）

スイス
- ハグ（HAG）

アメリカ合衆国
- アサーン（Athearn）
- アトラス（Atlas）
- バックマン（Bachmann）
- ライフライク（Life-Like）
- ウォルサーズ（Walthers）